# Estación Quitratúe
Quitratúe fue una estación ferroviaria ubicada en la localidad homónima de comuna chilena de Gorbea, en la Región de la Araucanía, siendo parte del Longitudinal Sur. Actualmente no posee servicios que se detengan en ella.

## Historia
El mandato de la construcción del ferrocarril entre Pitrufquén y Antilhue fue comandado en 1888; sin embargo debido a que la empresa encomendada no pudo desarrollar las obras, en 1899 el Estado hizo estudios para la construcción de este tramo del longitudinal Sur. Se decidió que el trabajo se realizaría entre los tramos Pitrufquén-Loncoche y Loncoche-Antilhue. Los trabajos comenzaron en ambas secciones el 10 de octubre de 1899. El 15 de marzo de 1905 se terminaron las obras del ramal, excepto un túnel. El 28 de marzo de 1906 se entrega para la explotación provisoria el tramo de ferrocarril entre Pitrufquén y Antilhue; y el ferrocarril —incluyendo esta estación— se inaugura el 11 de marzo de 1907.
La estación fue suprimida mediante decreto del 28 de julio de 1978.
El edificio fue utilizado por la escuela particular N°7 "Nueva Alborada"; aunque actualmente el edificio se halla en desuso.

## Etimología
Quitratué proviene del idioma mapuche quethán (cultivar la tierra) +tuè (tierra, zona), que significa tierra cultivada.